# Wertykalny Syndykat

Wczesne logo wertykalnego syndykatu

Wertykalny Syndykat – Hiszpańska Organizacja Syndykalna (hiszp. Organización Sindical Española), popularnie zwana Wertykalnym Syndykatem. Można powiedzieć, że była to instytucja zapobiegawcza, starająca się w ciągu swojego istnienia uniemożliwiać ruchy robotnicze i walki klas robotniczych. Była to jedyna legalna organizacja syndykatu w Hiszpanii (1940–1976) w czasie frankizmu. Wcześniejsze związki, jak na przykład anarchistyczna Krajowa Konfederacja Pracy (Confederación Nacional del Trabajo) i socjalistyczny, Powszechny Związek Robotników (Unión General de Trabajadores), zostały zdelegalizowane. 
W pierwszym etapie dyktatury (1939–1959) zostało ogłoszone Prawo z 26 stycznia 1940 o Jedności Syndykalnej, w miejsce związków zawodowych wprowadzono wertykalne syndykaty jednoczące pracodawców i pracowników, pod zwierzchnictwem F.E.T. (Falange Española Tradicionalista) i JONS (Junta de Ofensiva Nacional Sindicalista).
Hiszpańska Organizacja Syndykalna miała swój początek w (CONS), organizacji założonej w 1934 roku przez Hiszpańską Falangę (Falange Española). Utworzenie HOS było rezultatem połączenia organizacji robotniczych falangistów, tradycjonalistów, i organizacji pracodawców, z zamiarem stworzenia jednej struktury wertykalnej skupiającej robotników, techników i pracodawców.
W przeciwieństwie do Narodowego Syndykalizmu Falangi, gdzie istniała różnica pomiędzy przedsiębiorcą i kapitalistą, zrównując robotnika i przedsiębiorcę, lecz, wykluczając zawsze kapitalistę i odrzucając harmonię pomiędzy pracą i kapitałem, ponieważ proponowała własność syndykalną przedsiębiorstw – w HOS pracownicy i pracodawcy byli sobie równi. Z tego powodu, strajki były zabronione. Mimo to, nie udało się ich uniknąć. Jednym z przykładów może być wypędzenie delegatów z Wertykalnego Syndykatu (1947), którzy przybyli do fabryki metalurgicznej w Bilbao, (Altos Hornos de Vizcaya) pertraktować ze strajkującymi robotnikami,domagającymi się podwyżek.
W latach 1939–1942, HOS utworzyła tak zwane Obras Sindicales umieszczone w Krajowym Podsekretariacie Pracy Syndykalnej, która umacniała kompetencje HOS. 
W Statucie o Funkcji Pomocniczej, zawarta została taka treść :
„Organizacja Syndykalna rozwija swoją funkcję społeczną, charakteryzuje się mocnym przywiązaniem do religii chrześcijańskiej i entuzjastycznym podejściem do stworzenia prawdziwego braterstwa między robotnikami”
W swojej początkowej fazie, przedstawicielstwo robotników było bardzo ograniczone. Robotnicy mogli obejmować tylko niższe stanowiska, jednakże, oficjalnie, to oni wybierali swoich reprezentantów, którzy byli łącznikiem pomiędzy nimi a syndykatem. 
W rzeczywistości, kandydaci do wyborów musieli być zatwierdzeni przez rząd, a cały proces był kontrolowany wspólnie z polityką interwencjonizmu państwowego w rynek pracy, który zakładał pracę dla wszystkich mężczyzn (nawet w czasie niskiej inflacji), ograniczenie prawa do pracy dla zamężnych kobiet, brak zasiłków dla bezrobotnych.
Na początku lat 60, Komunistyczna Partia Hiszpanii zadecydowała o zinfiltrowaniu HOS, oficjalnie miało to na celu zwiększenie zarobków, nieoficjalnie chcieli wykorzystać struktury systemu aby doprowadzić do jego upadku. Z tego powstały Komisje Robotnicze (1976), w których powstanie zaangażowali się nie tylko komuniści jak Marcelino Camacho (który był założycielem i pierwszym sekretarzem generalnym Komisji Robotniczej), lecz także falangiści jak np. Ceferino Masetú czy Diego Márquez.
Syndykat wertykalny pod koniec dyktatury generała Franco, stracił energię i pod naporem wcześniej zdelegalizowanych partii został zniesiony w czasie rządów Adolfo Suáreza w 1976 roku.